# Hemocyjanina

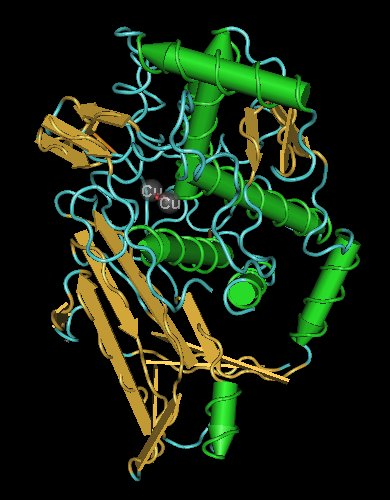
Model hemocyjaniny ośmiornicy

Hemocyjaniny – barwniki krwi, metaloproteiny pełniące funkcję analogiczną do hemoglobiny; zamiast żelaza zawierające miedź.
Hemocyjaniny są szeroko rozpowszechnione u bezkręgowców, a zwłaszcza u mięczaków i stawonogów. Znajdują się w stanie rozpuszczonym w hemolimfie, a nie w komórkach krwi.
Cząsteczki hemocyjaniny nie zawierają grupy porfirynowej. Zamiast tego zawierają miedź, skompleksowaną resztami histydyny, dlatego jej połączenie z tlenem w procesie utlenowania objawia się intensywną, niebieską barwą (oksycyjanina). Wolna, odtleniona postać hemocyjaniny jest bezbarwna.

## Budowa
Hemocyjaniny występujące u mięczaków i u stawonogów, choć mają podobne właściwości i funkcje, znacznie różnią się budową i rozmiarami:
- Hemocyjaniny stawonogów zbudowane są z kompleksów kilku heksamerów polipeptydowych, przy czym każdy mer ma masę ok. 75 kDa. Np. u pająka Eurypelma californicum występuje kompleks 4 heksamerów (tj. 24 mery) o łącznej masie ok. 1800 kDa. Podjednostki większości hemocyjanin występujących u stawonogów składają się z trzech domen, z których druga, z wieloma rejonami helikalnymi, zawiera wiążące tlen atomy miedzi[1].

- Hemocyjaniny mięczaków zbudowane są z kompleksów bardzo długich łańcuchów polipeptydowych. Każdy z łańcuchów ma masę ok. 350–450 kDa i zawiera 7–8 globularnych podjednostek związanych łącznikami peptydowymi. Łańcuchy te łączą się w wyższe, puste w środku cylindryczne struktury. We krwi głowonogów tworzy je 10 łańcuchów polipeptydowych, a u innych mięczaków, np. ślimaków, 2 lub więcej tego typu dekamerów łączy się wyższe kompleksy. Przykładowo, u ślimaka Haliotis tuberculata jest to dupleks dekamerów o masie 9 MDa, zawierający 160 miejsc wiążących tlen[1]. Sekwencja aminokwasów poszczególnych monomerów nie jest identyczna, jednak wykazuje wysokie podobieństwo[1], rzędu 40–50%, przy czym szczególnie konserwatywny jest region w okolicy miejsca wiążącego miedź[2].

Różnice te sprawiają, że współcześnie klasyfikowane są jako odrębne białka. Podobieństwo między nimi występuje jedynie dla miejsca wiążącego tlen. W obu przypadkach zawiera ono sześć reszt histydyny i dwa atomy miedzi, wiążące tlen w postaci jonów O2−
2. Wszystkie zawierają też dwie strefy wiązania tlenu, jedną znajdującą się bliżej końca N oraz drugą – bliżej końca C.